# Casa Harácsek din Baia Mare
Casa Harácsek este un monument istoric clasificat cu codul MM-II-m-B-04458, situat în Piața Libertății nr. 13 din Baia Mare, județul Maramureș.

## Descriere
Clădirea a fost ridicată în secolele XVI−XVIII, după altă sursă în secolul al XVII-lea. În anul 1991, casa Harácsek era încadrată cu codul 25 B 025 în lista monumentelor și siturilor arheologice ale județului Maramureș publicată de Ministerul Culturii. Conform scriitorului maghiar Kálmán Palmer, clădirea, cu acoperișul ei dublu, reproduce cel mai
fidel stilul arhitectonic german caracteristic vechiului oraș Baia Mare.
La origine, casa Harácsek a adăpostit „Schola Rivulina”, o instituție de învățământ reformat înființată în 1547. La începutul secolului XX, clădirea a fost transformată în hambar. În momentul transformării, în construcție a fost descoperită o meștergrindă, care a fost tăiată din greșeală în două în timpul lucrărilor. Grinda, intrată între timp în patrimoniul Muzeului Județean de Istorie și Arheologie Maramureș, era inscripționată cu următorul text:
| SCHOLA ECCLAE HELVETICAE CONFESSION N.BANSIS. RESTAURATA SUB JUD. GRSI. D. SF. DE... S F. HUNYAD ET STF. JEREMIAS CVRAT B S. | Traducerea: Școala bisericii de credință helvetică din Baia Mare. Restaurată în timpul judelui, nobil De...Ștefan și al curatorilor Hunyadi Ștefan și Jeremias Ștefan. |

După 2009 a fost demarată o amplă lucrare de restaurare a clădirii, în cadrul unei acțiuni mai largi de reabilitare a întregului centru istoric al orașului. În cursul lucrărilor au fost descoperite și identificate diferite construcții–anexă în zona amplasamentului casei. În decembrie 2018, acestea, împreună cu alte vestigii descoperite în timpul reabilitării centrului istoric, au fost expuse în cadrul unei expoziții temporare intitulate „Rivulus Dominarum. Vestigii arheologice din Baia Mare – Centrul Istoric”. Tot în 2009, cu ocazia săpăturilor preventive efectuate de M. Ardeleanu și D. Pop la casa Harácsek, a fost descoperit un vas de bronz de formă globulară, prevăzut cu trei picioare și două toarte, care pare să certifice prezența în trecut a sașilor în oraș.